# Warren Sattler
Warren Satler (né le 7 septembre 1934) est un auteur de comics américain.

## Biographie
Né le 7 septembre 1934, Warren Sattler étudie à la Wilcox Technical School de Meriden dans l'État du Connecticut. Il est ensuite professeur à la Famous Artists School de 1957 à 1962. Au début des années 1960, il commence une carrière de dessinateur de comic strips. D'abord assistant sur Barnaby puis sur The Jackson Twins, il crée Grubby qui est diffusé de 1964 à 1997. À partir des années 1970, il dessine aussi des comic books surtout pour Charlton Comics. Il ne s'attache pas à un style précis et il s'occupe aussi bien  de westerns comme Billy the Kid, de comics de guerre (Fightin' Army), d'horreur (Ghost Manor) ou de kung fu (Yang). Occasionnellement, il travaille aussi pour DC Comics ou  Marvel Comics. En 1980, il crée The swamp brats qui est publié le dimanche. Cela ne l'empêche pas de dessiner d'autres strips, sans être crédité : La Famille Illico, Comics for Kids et Gil Thorp.